# Флаг Нижней Саксонии
Флаг Нижней Саксонии основан на флаге Германии. В центре чёрно-красно-жёлтого триколора, имеющего соотношение сторон 2:3, помещён герб Нижней Саксонии. Нижняя Саксония использует один и тот же флаг и в качестве служебного, и в качестве гражданского, однако морской служебный флаг несколько отличается от основного варианта и имеет вырез в виде ласточкиного хвоста в свободной части полотнища.

## История
Флаг Нижней Саксонии был представлен в мае 1951, а официально утверждён в 1952. До второй мировой войны на территории нынешней Нижней Саксонии существовало несколько территориальных единиц, каждая из которых использовала свои символы: Ганновер, Брауншвейг, Ольденбург и Шаумбург-Липпе. Исторический флаг королевства Ганновер из двух горизонтальных полос —  жёлтой и белой — с гербом по центру был первоначально предложен в качестве нижнесаксонского, однако жителями исторически неганноверских территорий идея не была принята, и был разработан и утверждён нынешний вариант. Тем не менее, герб Нижней Саксонии, помещённый и на её флаг, был в своё время символом и Ганноверского королевства, и свободного государства Брауншвейг.